# Regnów
Regnów è un comune rurale polacco del distretto di Rawa, nel voivodato di Łódź.
Ricopre una superficie di 45,58 km² e nel 2004 contava 1 872 abitanti.